# Гай Скантиний Капитолин
Гай Сканти́ний Капитоли́н (лат. Gaius Scantinius Capitolinus; III век до н. э.) — римский политический деятель из плебейского рода Скантиниев, занимавший приблизительно в 226 году до н. э., по разным данным, должность народного трибуна, курульного эдила либо плебейского эдила. Упоминается в источниках из-за своего конфликта с Марком Клавдием Марцеллом.

## Биография
Гай Скантиний фигурирует в сохранившихся источниках в связи с только одним эпизодом своей биографии. В тот год, когда Марк Клавдий Марцелл (будущий герой Второй Пунической войны) занимал должность курульного эдила, Капитолин попытался совратить его малолетнего сына — тоже Марка, будущего консула 196 года до н. э., отличавшегося, по словам Плутарха, «поразительной красотой», а также «скромностью и хорошим воспитанием». Сам Гай тогда тоже был магистратом. Согласно Валерию Максиму, он занимал должность народного трибуна, а по данным Плутарха был коллегой Марцелла-старшего, то есть курульным эдилом. Капитолин сделал мальчику «грязное предложение»; отказ его не остановил, и поэтому Марк-младший рассказал обо всём отцу. Тот привлёк Капитолина к ответственности перед сенатом. Гай всё отрицал и сначала настаивал на своей неподсудности в силу занимаемой должности, потом апеллировал к коллегии народных трибунов. Тем не менее в сенате состоялся суд. Во время заседания Марцелл-младший расплакался, когда ему начали задавать вопросы; сенаторы поверили в его искренность и, не требуя других доказательств, приговорили Гая Скантиния к большому штрафу. Известно, что на полученные деньги Марцелл заказал серебряные сосуды для возлияний и посвятил их богам.
Плутарх характеризует Капитолина в связи с этими событиями как человека «распутного и наглого». О дальнейшей судьбе Гая Скантиния и о том, смог ли он продолжить политическую карьеру, ничего не известно. Его эдилитет или трибунат антиковеды относят предположительно к 226 году до н. э. Существует версия, что Гай Скантиний был плебейским эдилом и что, соответственно, оба упоминающие его античных автора ошиблись. Немецкий исследователь Теодор Моммзен полагал, что вся эта история — вымысел. Канадский учёный Роберт Броутон отметил, что, согласно Авлу Геллию, эдилов разрешалось вызывать в суд при определённых обстоятельствах, и это может быть аргументом в пользу правдивости рассказа Плутарха и Валерия Максима.